# Ancy-Dornot
Ancy-Dornot – gmina we Francji, w regionie Grand Est, w departamencie Mozela. W 2013 roku liczba ludności wynosiła 1597 mieszkańców.
Gmina została utworzona 1 stycznia 2016 roku z połączenia dwóch ówczesnych gmin: Ancy-sur-Moselle oraz Dornot. Siedzibą gminy została miejscowość Ancy-sur-Moselle.